# Giro del Lussemburgo 1996
Il Giro del Lussemburgo 1996, sessantesima edizione della corsa, si svolse dal 6 al 9 giugno su un percorso di 656 km ripartiti in 5 tappe, con partenza a Lussemburgo e arrivo a Diekirch. Fu vinto dall'italiano Alberto Elli della MG Boys Maglificio-Technogym davanti al francese Laurent Desbiens e all'olandese Erik Breukink.

## Tappe
| Tappa  | Data     | Percorso                                      | km  | Vincitore di tappa | Leader cl. generale |
| ------ | -------- | --------------------------------------------- | --- | ------------------ | ------------------- |
| 1ª     | 6 giugno | Lussemburgo > Dippach                         | 168 | Alberto Elli       | Alberto Elli        |
| 2ª     | 7 giugno | Dudelange > Bertrange                         | 183 | Erik Zabel         | Alberto Elli        |
| 3ª     | 8 giugno | Niederanven > Beckerich                       | 119 | Fabio Baldato      | Alberto Elli        |
| 4ª     | 8 giugno | Bettembourg > Bettembourg (cron. individuale) | 16  | Uwe Peschel        | Alberto Elli        |
| 5ª     | 9 giugno | Diekirch > Diekirch                           | 170 | Andrei Tchmil      | Alberto Elli        |
| Totale | Totale   | Totale                                        | 656 |                    |                     |

## Dettagli delle tappe

### 1ª tappa
- 6 giugno: Lussemburgo > Dippach – 168 km

| Pos. | Corridore     | Squadra  | Tempo    |
| ---- | ------------- | -------- | -------- |
| 1    | Alberto Elli  | MG Boys  | 4h25'51" |
| 2    | Marco Fincato | Roslotto | s.t.     |
| 3    | Bo Hamburger  | TVM      | s.t.     |

| Pos. | Corridore     | Squadra  | Tempo    |
| ---- | ------------- | -------- | -------- |
| 1    | Alberto Elli  | MG Boys  | 4h25'41" |
| 2    | Marco Fincato | Roslotto | a 4"     |
| 3    | Bo Hamburger  | TVM      | a 6"     |

### 2ª tappa
- 7 giugno: Dudelange > Bertrange – 183 km

| Pos. | Corridore        | Squadra | Tempo    |
| ---- | ---------------- | ------- | -------- |
| 1    | Erik Zabel       | Telekom | 4h37'15" |
| 2    | Andrei Tchmil    | Lotto   | s.t.     |
| 3    | Scott Sunderland | Lotto   | s.t.     |

| Pos. | Corridore     | Squadra  | Tempo    |
| ---- | ------------- | -------- | -------- |
| 1    | Alberto Elli  | MG Boys  | 9h03'20" |
| 2    | Marco Fincato | Roslotto | a 10"    |
| 3    | Bo Hamburger  | TVM      | a 12"    |

### 3ª tappa
- 8 giugno: Niederanven > Beckerich – 119 km

| Pos. | Corridore     | Squadra | Tempo    |
| ---- | ------------- | ------- | -------- |
| 1    | Fabio Baldato | MG Boys | 2h50'41" |
| 2    | Bo Hamburger  | TVM     | s.t.     |
| 3    | Andrei Tchmil | Lotto   | s.t.     |

| Pos. | Corridore     | Squadra  | Tempo     |
| ---- | ------------- | -------- | --------- |
| 1    | Alberto Elli  | MG Boys  | 11h54'01" |
| 2    | Bo Hamburger  | TVM      | a 8"      |
| 3    | Marco Fincato | Roslotto | a 10"     |

### 4ª tappa
- 8 giugno: Bettembourg > Bettembourg (cron. individuale) – 16 km

| Pos. | Corridore      | Squadra | Tempo  |
| ---- | -------------- | ------- | ------ |
| 1    | Uwe Peschel    |         | 19'33" |
| 2    | Francis Moreau | Gan     | a 25"  |
| 3    | Alberto Elli   | MG Boys | a 28"  |

| Pos. | Corridore        | Squadra  | Tempo     |
| ---- | ---------------- | -------- | --------- |
| 1    | Alberto Elli     | MG Boys  | 12h14'02" |
| 2    | Laurent Desbiens | Gan      | a 17"     |
| 3    | Erik Breukink    | Rabobank | a 23"     |

### 5ª tappa
- 9 giugno: Diekirch > Diekirch – 170 km

| Pos. | Corridore      | Squadra | Tempo    |
| ---- | -------------- | ------- | -------- |
| 1    | Andrei Tchmil  | Lotto   | 4h23'24" |
| 2    | Erik Zabel     | Telekom | s.t.     |
| 3    | Jan Schaffrath |         | s.t.     |

| Pos. | Corridore        | Squadra  | Tempo     |
| ---- | ---------------- | -------- | --------- |
| 1    | Alberto Elli     | MG Boys  | 16h37'26" |
| 2    | Laurent Desbiens | Gan      | a 17"     |
| 3    | Erik Breukink    | Rabobank | a 23"     |

## Classifiche finali

### Classifica generale
| Pos. | Corridore           | Squadra                      | Tempo     |
| ---- | ------------------- | ---------------------------- | --------- |
| 1    | Alberto Elli        | MG Boys Maglificio-Technogym | 16h37'26" |
| 2    | Laurent Desbiens    | Gan                          | a 17"     |
| 3    | Erik Breukink       | Rabobank                     | a 23"     |
| 4    | Marco Fincato       | Roslotto-ZG Mobili           | a 38"     |
| 5    | Brian Holm          | Team Deutsche Telekom        | a 58"     |
| 6    | Bo Hamburger        | TVM-Farm Frites              | a 1'02"   |
| 7    | Andrea Chiurato     | Roslotto-ZG Mobili           | a 1'03"   |
| 8    | Vjačeslav Ekimov    | Rabobank                     | a 1'20"   |
| 9    | Andrei Tchmil       | Lotto-Isoglass               | a 1'27"   |
| 10   | François Lemarchand | Gan                          | a 2'18"   |